# Pierre Olivier Tremblay
Pierre Olivier Tremblay OMI (ur. 22 listopada 1970 w Montpellier) – kanadyjski duchowny katolicki, biskup Hearst–Moosonee od 2022.

## Życiorys

### Prezbiterat
Święcenia kapłańskie przyjął 22 maja 1999 w zgromadzeniu oblatów Maryi Niepokalanej. Po kilkuletnim stażu wikariuszowskim został skierowany na studia do Québecu, a po uzyskaniu dyplomu został duszpasterzem przy domu formacyjnym dla nowicjuszy. W latach 2010–2016 kierował zakonną parafią w Ottawie, a kolejnych latach był rektorem sanktuarium w Trois Rivières.

### Episkopat
21 maja 2018 papież Franciszek mianował go biskupem pomocniczym diecezji Trois Rivières oraz biskupem tytularnym Tinum. Sakry udzielił mu 22 lipca 2018 biskup Luc Bouchard.
24 czerwca 2022 papież mianował go biskupem diecezjalnym Hearst–Moosonee. 